# Amplified // A Decade of Reinventing the Cello
Amplified // A Decade of Reinventing the Cello ist ein Kompilationsalbum der finnischen Cello-Rockband Apocalyptica, das von der Band zu ihrem 10-jährigen Jubiläum zusammengestellt wurde. Es erschien im Jahr 2006, 10 Jahre nach Veröffentlichung des Debütalbums Plays Metallica by Four Cellos als Doppel-CD bei Universal und enthält insgesamt 23 Lieder von den Veröffentlichungen der vergangenen Jahre. Dabei enthält die erste CD nur Instrumentalstücke, die zweite nur Stücke mit Gesang.

## Musikstil und Hintergrund

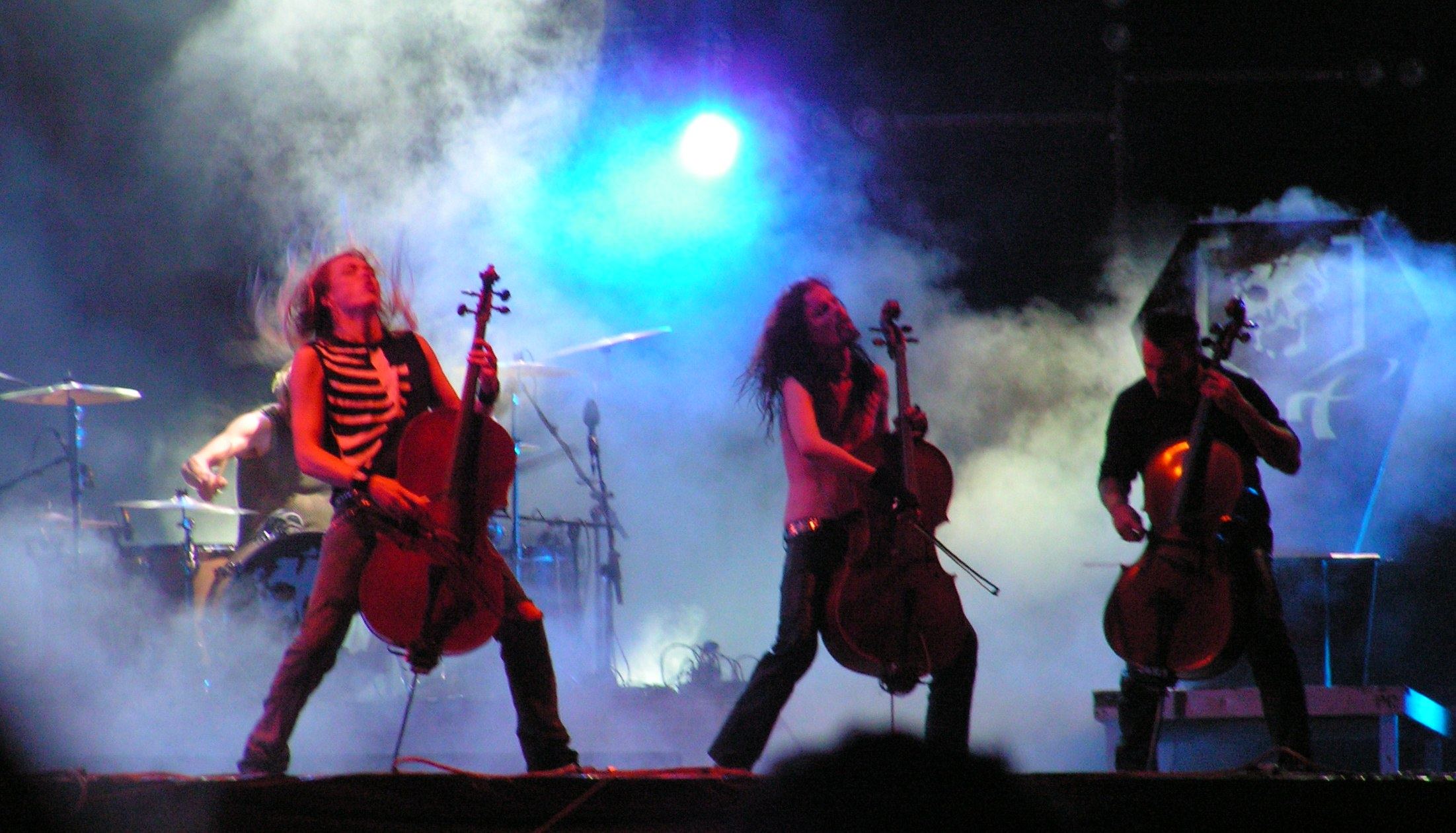
Apocalyptica beim Wacken Open Air 2005

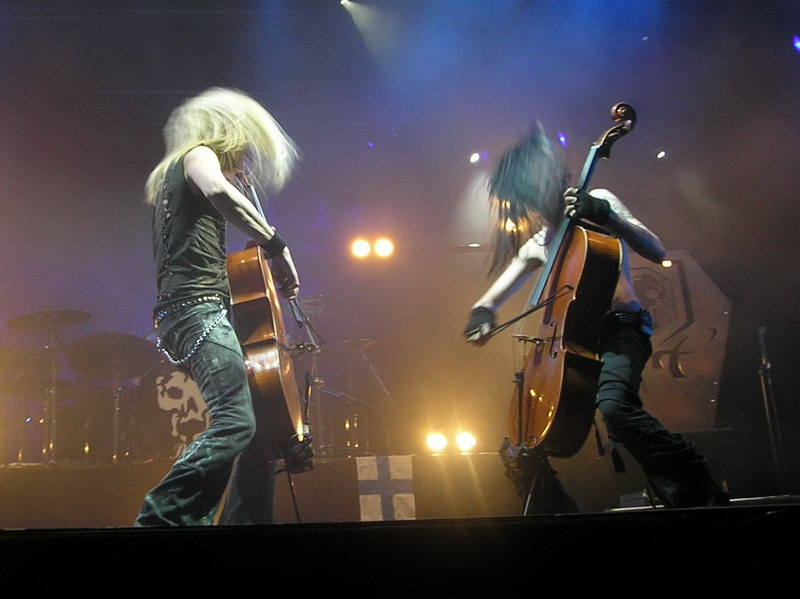
Apocalyptica beim Southside Festival 2006

Amplified // A Decade of Reinventing the Cello wurde als Kompilationsalbum konzipiert und stellte eine Retrospektive auf das Werk der Band Apocalyptica in den ersten 10 Jahren ihres Schaffens dar. Es erschien entsprechend 10 Jahre nach dem Debütalbums Plays Metallica by Four Cellos aus dem Jahr 1996. Das letzte Studioalbum der Band, Apocalyptica, erschien im Vorjahr und war zugleich das erste Album der Band mit festem Schlagzeuger.
Amplified // A Decade of Reinventing the Cello enthält entsprechend Titel aus allen Alben und auch Single-Veröffentlichungen der Band. Wie in der Bandgeschichte beginnt das Doppelalbum entsprechend mit instrumentalen Cover-Versionen von Titeln der Band Metallica, die auf
Plays Metallica by Four Cellos sowie auch noch auf Inquisition Symphony, neben Cover-Versionen anderer Metalbands, den Schwerpunkt der Band bildeten. Acht der 15 Titel der ersten CD, die nur Instrumentalstücke enthält, sind Eigenkompositionen von Apocalytica. Hinzu kommen vier Songs von Metallica, einer von Sepultura, eine Interpretationen des klassischen Stücks In der Halle des Bergkönigs von Edvard Grieg sowie das auf diesem Album erstveröffentlichte Angel of Death von Slayer. Die zweite CD konzentriert sich auf Lieder, bei denen die Band mit Sängern und Sängerinnen zusammenarbeitete. Unter den acht Titeln befinden sich dabei sieben Eigenkompositionen und ein Coverstück, das Rammstein-Lied Seemann gesungen von Nina Hagen. Wie bei der ersten CD gibt es auch hier mit Repressed einen bisher unveröffentlichten Song, gesungen von Eicca Toppinen (Apocalyptica), Matt Tuck, Max Cavalera

## Veröffentlichung und Rezeption
Amplified // A Decade of Reinventing the Cello erschien im Frühsommer 2006 etwas mehr als ein Jahr nach dem fünften Studioalbum der Band, Apocalyptica. In Deutschland stieg das Album am 9. Juni 2006 in die Albumcharts auf Rang 24 ein und war insgesamt 7 Wochen in den Charts vertreten. In Österreich stieg es bis auf Rang 19 und war zwölf  Wochen in der Hitparade und in der Schweiz war die höchste Position der Platz 23 bei sechs Wochen. In ihrer Heimat Finnland konnte das Album 2006 bis auf Rang 22 der finnischen Albumcharts steigen und war acht Wochen vertreten war; Anfang 2010 kam es erneut für vier Wochen in die Charts und erreichte Platz 16, 2012 konnte es nochmals für eine Woche auf Rang 25 einsteigen.

## Titelliste
Auf dem Doppel-Album Amplified // A Decade of Reinventing the Cello von 2006 sind 23 Lieder enthalten, davon 15 auf der ersten CD „Instrumental“ und 8 auf der zweiten CD „Vocal“:
CD 1, Instrumental
| #  | Titel                     | Urheber                          | Album                                         | Länge |
| -- | ------------------------- | -------------------------------- | --------------------------------------------- | ----- |
| 1  | Enter Sandman             | Metallica                        | Plays Metallica by Four Cellos                | 3:42  |
| 2  | Harmageddon               | Eicca Toppinen (Apocalyptica)    | Inquisition Symphony                          | 4:56  |
| 3  | Nothing Else Matters      | Metallica                        | Inquisition Symphony                          | 4:48  |
| 4  | Refuse / Resist           | Sepultura                        | Inquisition Symphony                          | 3:14  |
| 5  | Somewhere Around Nothing  | Eicca Toppinen (Apocalyptica)    | Reflections                                   | 4:10  |
| 6  | Betrayal                  | Perttu Kivilaakso (Apocalyptica) | Apocalyptica                                  | 5:13  |
| 7  | Farewell                  | Perttu Kivilaakso (Apocalyptica) | Apocalyptica                                  | 5:33  |
| 8  | Master Of Puppets         | Metallica                        | Plays Metallica by Four Cellos                | 6:03  |
| 9  | Hall Of The Mountain King | Edvard Grieg, Eicca Toppinen     | Cult                                          | 3:29  |
| 10 | One                       | Metallica                        | Inquisition Symphony                          | 5:45  |
| 11 | Heat                      | Eicca Toppinen (Apocalyptica)    | Reflections                                   | 3:22  |
| 12 | Čohkka                    | Eicca Toppinen (Apocalyptica)    | Reflections                                   | 4:29  |
| 13 | Kaamos                    | Eicca Toppinen (Apocalyptica)    | Cult                                          | 4:44  |
| 14 | Deathzone                 | Eicca Toppinen (Apocalyptica)    | Apocalyptica                                  | 4:37  |
| 15 | Angel Of Death            | Slayer                           | Amplified – A Decade of Reinventing the Cello | 3:53  |

CD 2, Vocal
| # | Titel          | Urheber                                                 | Gesang                                  | Album                                         | Länge |
| - | -------------- | ------------------------------------------------------- | --------------------------------------- | --------------------------------------------- | ----- |
| 1 | Repressed      | Eicca Toppinen (Apocalyptica)                           | Eicca Toppinen, Matt Tuck, Max Cavalera | Amplified – A Decade of Reinventing the Cello | 4:28  |
| 2 | Path Vol. 2    | Eicca Toppinen (Apocalyptica)                           | Sandra Nasić                            | Cult                                          | 3:24  |
| 3 | Bittersweet    | Eicca Toppinen (Apocalyptica), Lauri Ylönen, Ville Valo | Lauri Ylönen, Ville Valo                | Apocalyptica                                  | 4:27  |
| 4 | Hope Vol. 2    | Eicca Toppinen (Apocalyptica)                           | Matthias Sayer                          | Cult                                          | 4:03  |
| 5 | En Vie         | Eicca Toppinen (Apocalyptica)                           | Emmanuelle Monet                        | Apocalyptica                                  | 3:28  |
| 6 | Faraway Vol. 2 | Eicca Toppinen (Apocalyptica)                           | Linda Sundblad                          | Reflections                                   | 5:13  |
| 7 | Life Burns     | Eicca Toppinen (Apocalyptica)                           | Lauri Ylönen                            | Apocalyptica                                  | 3:08  |
| 8 | Seemann        | Rammstein                                               | Nina Hagen                              | Reflections                                   | 5:21  |

## Belege
1. ↑  
Stefan Mertlik: Apocalyptica, Porträt auf laut.de; abgerufen am 21. August 2020.
2. 1 2 3 4  
Apocalyptica – Amplified // A Decade Of Reinventing The Cello bei Discogs; abgerufen am 10. September 2020.
3. 1 2  
Apocalyptica // Amplified – A Decade of Reinventing the Cello. Abgerufen am 10. September 2020.
4. 1 2  
Apocalyptica – Amplified // A Decade of Reinventing the Cello. austriancharts.at, abgerufen am 10. September 2020.
5. 1 2  
Apocalyptica – Amplified // A Decade of Reinventing the Cello. hitparade.ch, abgerufen am 10. September 2020.
6. 1 2  
Apocalyptica – Amplified // A Decade of Reinventing the Cello. ifpi.fi, abgerufen am 3. September 2020.